# یلدا معیری
یلدا معیری (متولد ۴ دی ۱۳۶۰) عکاس خبری و عضو انجمن صنفی عکاسان مطبوعاتی ایران است.

## زندگی
یلدا معیری در۴ دی ۱۳۶۰ به دنیا آمد. او فعالیت عکاسی خود را در سال ۱۳۸۰ به صورت تجربی آغاز کرد.
معیری از فعالان در زمینه مناطق محروم و جنگ زده است. او مدتی را در مناطق افغانستان گذرانده و انتشار ویدیویی از فروش فرزندان توسط والدینشان، که بازتاب بسیاری داشت. تا جایی که وی مجبور به عذرخواهی و توضیح شد. او برای تهیه گزارش به کشورهای گرجستان، افغانستان، عراق، اندونزی، لبنان و پاکستان سفر کرده است. او همچنین چندین دوره نمایشگاه عکس انفرادی در ایران، بنگلادش و انگلستان برگزار کرده است.

### عکس اعتراضات ۱۳۹۶
معیری در سال ۱۳۹۶، عکسی را منتشر کرد که در آن، زنی با مشت‌های گره کرده، در میان دود دیده می‌شد. این عکس چنین تداعی می‌کرد که زنی در اعتراضات مربوط به سال ۱۳۹۶، در حال اعتراض است. این عکس خیلی زود به نماد اعتراض مردم ایران در سال ۱۳۹۶ تبدیل شد.
این عکس همزمان با سالروز چهل سالگی انقلاب ایران، توسط ترامپ (رئیس‌جمهوری وقت آمریکا) در قالب یک توئیت به زبان فارسی استفاده شد. معیری به این استفاده دونالد ترامپ از عکسش واکنش نشان داد و در متنی به زبان‌های فارسی و انگلیسی، اعتراض خود را بیان کرد. او در پست اینستاگرامی خود نوشت: «این عکس از مردم ایران و برای مردم ایران گرفته شده است و نباید توسط هیچ‌کس دیگری مورد سوء استفاده قرار بگیرد.».
معیری در مصاحبه با نیویورک تایمز این عکس را غیر واقعی و صحنه‌سازی دانست. او در این مصاحبه گفته است که عکس در دودی که با استفاده از کپسول اطفاء حریق ساخته شده بود گرفته شد. او عکس‌های دیگری هم از لحظه ساخت صحنه در اختیار نیویورک تایمز قرار داد. پس از این مصاحبه و در سال ۱۳۹۸، وی به علت انتشار این عکس به ۲ سال حبس تعلیقی محکوم شد.

### بازداشت در سال ۱۴۰۱
یلدا معیری در جریان اعتراضات ۱۴۰۱ ایران به کشته شدن مهسا امینی در خیابان حجاب تهران در ۳۰ شهریور ۱۴۰۱ بازداشت شد. مرکز رسانه قوه قضاییه در پی پیامی، علت بازداشت معیری را «اتهام ضد امنیتی و حمایت از اغتشاشات» عنوان کرد و بازداشت او را بی ارتباط با فعالیت‌های رسانه‌ای او دانست. اما به گفته پدر او، یلدا معیری تنها به دلیل عکس گرفتن و بدون ابلاغ هیچ حکمی در زندان قرچک است. او توسط دادگاه بدوی به انجام دو ماه خدمات رایگان در پارک بانوان، انجام صد صفحه پژوهش دربارهٔ آثار مرتضی مطهری، دو سال ممنوعیت استفاده از تلفن همراه و شبکات اجتماعی، دو سال منع اقامت در استان تهران یا استانهای همجوار آن، دو سال ممنوعیت خروج از کشور و ۶ سال حبس تعلیقی محکوم کرد. در حکم او توسط قاضی نوشته شده است: «وی در پوشش خبرنگاری به دنبال خبرسازی و معرکه‌گیری بوده است». او پس از ۹۲ روز بازداشت، در ۲۹ آذر ۱۴۰۱ از زندان و با قرار وثیقه یک میلیارد تومانی آزاد شد.
در پی بازداشت او، کمیته حفاظت از روزنامه‌نگاران در بیانیه‌ای ضمن انتقاد از بازداشت، خواستار آزادی وی شد. انجمن صنفی روزنامه‌نگاران استان تهران هم در پیامی، حضور خبرنگاران در تظاهرات و اعتراضات خیابانی را لازم دانست و از آزادی عمل خبرنگاران دفاع کرده و خواستار آزادی وی شد. وی در اعتراض به حکم دادگاه، پس از آزادی خود، ویدیویی را با لباس پاکبانی در خیابان تهیه کرد.

## جوایز
- برنده جایزه مسابقه عکس مطبوعات در سال ۱۳۸۴ در ایران.
- معیری در دومین دوره اعطای «دوربین طلایی» (نشان عکس سال مطبوعاتی ایران) که بهار ۱۳۹۷ به همت انجمن صنفی عکاسان مطبوعاتی برگزار شد، در بخش برای تک‌عکس خبری اعتراضات دی‌ماه ۱۳۹۶ این نشان را دریافت کرد.[۵][۶][۷][۸]
- او در ۲۷ تیر ۱۴۰۲، برنده جایزه شجاعت در روزنامه‌نگاری شد.[۲۳]